# Rayda Jacobs
Rayda Jacobs (* 6. März 1947 in Kapstadt, Südafrikanische Union; † 29. Oktober 2024 in Toronto, Kanada) war eine südafrikanische Schriftstellerin und Filmemacherin. Sie schrieb mehrere Romane, die sich mit Südafrikas Geschichte und Gegenwart befassen.

## Leben
Rayda Jacobs begann als Kind mit dem Schreiben und sandte im Alter von 12 Jahren ihre erste Geschichte an das Springbok Radio. Zusammen mit ihrer Mutter, ihrer Schwester und ihrem Bruder verbrachte sie die meisten ihrer frühen Jahre im Haus ihrer Großeltern in Diep River, einem der südlichen Stadtteile Kapstadts, wohnte aber auch regelmäßig bei ihrem Vater und seiner (neuen) Familie. Die Eltern waren geschieden und die Mutter berufstätig, daher verbrachte sie viel Zeit mit ihren Großeltern. Sie besuchte die Diep River Methodist Primary School und anschließend die South Peninsula High School. Die Familie war muslimisch und Jacobs ihr Leben lang praktizierende Muslima.
Nachdem Diep River in den 1960er Jahren im Zusammenhang mit der Apartheidspolitik der südafrikanischen Regierung zur weißen Zone und die Familie aufgrund des Group Areas Act für nicht weiß erklärt worden war, zog diese nach Athlone, einem Vorort von Kapstadt. Nach der High School absolvierte sie eine Ausbildung zur Sekretärin an einer Schule, die ausschließlich für Weiße bestimmt war. Mit ihrer hellen Hautfarbe war es nicht schwierig, jedoch illegal für eine Schwarze Frau, einen Personalausweis für Weiße zu erhalten. Sie wurde 1968 verhaftet, als die Täuschung entdeckt wurde. Sie musste als Bedingung für eine Haftentlassung Südafrika verlassen und ging zusammen mit ihrer älteren Schwester nach Kanada. Sie heiratete dort und hatte zusammen mit ihrem Ehemann zwei Kinder. Nach dem Ende der Apartheid kehrte sie im Jahr 1995 nach Südafrika zurück, wo sie im Stadtteil Lakeside lebte.
Neben ihrer Tätigkeit als Schriftstellerin drehte sie mehrere Dokumentarfilme, sie moderierte Radiosendungen und schrieb für Zeitungen und Magazine. Sie lebte zuletzt in Kapstadt, ihre Tochter und ein Enkelkind leben in den Vereinigten Staaten.

## Werk
In Kanada erschien 1994 Jacobs’ erstes Buch The Middle Children, eine Sammlung autobiografischer Kurzgeschichten. Nach ihrer Rückkehr nach Südafrika veröffentlichte sie 1996 den Roman Augen des Himmels, gefolgt von Tochter des Sklaven und Sachs Street. Diese Bücher können einzeln, aber auch als Trilogie gelesen werden. Augen des Himmels ist die Geschichte einer holländischen Familie, die sich im späten 18. Jahrhundert in Südafrika niederlässt. Tochter des Sklaven setzt die Erzählung 20 Jahre später fort. In Sachs Street geht es um muslimische Frauen in Bo-Kaap, einem Stadtteil von Kapstadt.
Ein gemeinsames Charakteristikum in ihrem Werk ist die Konfrontation der Charaktere mit gesellschaftlichen Schwierigkeiten bei dem Versuch, religiöse und ethnische Unterschiede zu überwinden. Besonders erfolgreich wurde Jacobs mit dem Roman Bekenntnisse einer Spielerin, das 2003 im Original und 2009 in deutscher Übersetzung erschien. Eine gläubige Muslimin verfällt darin der Spielsucht im Casino. Postcards from South Africa ist eine Reihe von halb-autobiografischen Geschichten über das Leben einer Kapmalaiin in Kapstadt. The Mecca Diaries berichtet über ihre Pilgerreise nach Mekka im Jahr 2005. My Father’s Orchid handelt von einem Jungen, der von seiner christlichen Mutter aufgezogen wird, während sein muslimischer Vater auf Distanz geht. Im Jahr 2008 erschien mit Masquerade ihre Autobiografie.
Ihren mehrfach ausgezeichneten Roman Confessions of a Gambler verfilmte sie 2007 als Co-Regisseurin zusammen mit Amanda Lane, zeichnete verantwortlich für das Drehbuch und spielte die Hauptrolle. Der Film wurde auf dem Internationalen Filmfestival in Dubai uraufgeführt und wurde beim Miami Film Festival gezeigt. Der 2011 veröffentlichte Film Crossroads, bei dem sie wieder für Regie und Drehbuch verantwortlich zeichnete, basierte auf der Kurzerzählung The Guilt aus ihrer Anthologie Postcards from South Africa.

## Werke
- The Middle Children: Short Stories. Second Story Press, Toronto 1994.
- Eyes of the Sky. Kwela, 1996. (deutsch: Augen des Himmels. Lamuv, 1999. ISBN 978-3-88977-556-6.)
- The Slave Book. Kwela, 1998. (deutsch: Die Tochter des Sklaven. Lamuv, 2000. ISBN 978-3-88977-587-0.)
- Sachs Street. Kwela, 2001.
- Confessions of a Gambler. Kwela, 2003. (deutsch: Bekenntnisse einer Spielerin. Übers. Silvia Visintini, btb Verlag 2009)
- Postcards from South Africa. Juta, 2004.
- The Mecca Diaries. Juta, 2005.
- My Father’s Orchid. Umuzi, 2006.
- Masquerade. Umuzi, 2008.
- Jooni. 2011.

## Filmografie
- 2007: Confessions of a Gambler
- 2011: Crossroads

## Auszeichnungen
- 1997: Herman Charles Bosman Award für Eyes of the Sky
- 2004: Alan Paton Award für Confessions of a Gambler
- 2004: Herman Charles Bosman Award für Confessions of a Gambler
- 2007: Sunday Times Fiction Prize für Confessions of a Gambler[7]